# Прњавор
Прњавор је градско насеље и сједиште града Прњавор у Републици Српској, БиХ. Налази се између Дервенте и Бање Луке. По попису становништва 2013. у Босни и Херцеговини, а према коначним подацима за Републику Српску које је издао Републички завод за статистику, у насељу Прњавор је живјело 7.651 лице.

## Географија
Град Прњавор налази се у сливу ријеке Укрине. Град се налази на надморској висини од 185 метара. Површина територије града је око 631 km², а сам град Прњавор се простире на површини од око 5,5 km². У близини града Прњавора се налази бања Кулаши, позната по свом љековитом, природном врелу минералне воде.

## Историја
У Прњавору је основана 1835. године парохија Српске православне цркве.
Умјесто раније Котарске испоставе Прњавор је постао од 1. јула 1880. године Котарска област од дијела Котара Бањалука и од по неколико општина из котара Босанска Градишка и Дервента.
У Прњавору српска православна црква је саграђена 1884–1887. године.
Српска, конфесионална школа отворена је у Прњавору 1842. године, а државна, комунална школа почиње са радом од школске 1886/87. године. После Првог свјетског рата и стварања Краљевине Срба, Хрвата и Словенаца, у Прњавору наставља да ради само државна школа.
Године 1891. бањалучки бискуп фра Маријан Марковић основао је римокатоличку жупу св. Анте Падованског у Прњавору.
Године 1897. основана је у Прњавору украјинска (тада русинска) грко-католичка парохија. Матице се воде од 1900. године. Први парох био је о. Андрија Сегеди. 1909. године отишао је из Босне и парохију предао о. Феликсу Шчурку.
Жупник Мирослав Хрула изградио је римокатоличку цркву у Прњавору. Цркву је 14. новембра 1909. благословио Доминик Асфалг, опат самостана траписта у Бањој Луци.
Котарски уред у Прњавору по бројем 13043/910 обавјештава: Услијед наредбе високе земаљске владе у Сарајеву од 2. маја 1911. број 89.493/I-13 дозвољава се сакупљање милодара у Босни и Херцеговини за градњу грко-католичке цркве у Прњавору Босна и то за вријеме од двије године тј. од 1. августа 1911 до 31. јула 1913. За ово сакупљање овлаштени су: Исидор Тур из Коњуховаца и Филип Скакун из Мравице српске.
Градњу украјинске гркокатоличке цркве Преображења Господњег завршио је о. Михајло Киндиј 1912. године.
Сарајевски лист бр. 251 од 14. новембра 1912. на првој страни информисао је да је Земаљска влада за БиХ одобрила статут и пословање ГРКОКАТОЛИЧКЕ СЕЉАЧКЕ КАСЕ ЗА ЗАЈМОВЕ И ШТЕДЊУ у Прњавору.
Соколско друштво под називом „Српски соко“ основано је у Прњавору 1912. године.
Прву телефонску централу Прњавор је добио 1924. године.
Дозвола Банске управе Врбаске бановине 6882-Т-1935 за робни и сточни сајам у Прњавору на празник св Параскеве 27. октобра сваке календарске године.
У Прњавору је 1937. године саграђен Украјински православни манастир који је због дотрајалости срушен 1968. године.
У вријеме пред Други свјетски рат, тачније 1938. године, на улазу у Прњавор са дервентске стране, налазио се "Артманов млин". Власник је био највјероватније Хартман, али су га становници Прњаворског краја називали Артман. Власник млина се на простор прњаворске општине доселио за вријеме Аустроугарске колонизације.

### Други свјетски рат
Хрватске власти су у обесправљености изједначиле Србе са Јеврејима и Циганима. У Прњавору су Србе прогласили грађанима другог реда, чак и иза Цигана чергара.
Са прњаворског среза у партизанима је учествовало стално или повремено око 4.500 бораца од којих је погинуло око 900.
Васиљ Семак из Прњавора био је као представник Украјинаца Босне и Херцеговине вјећник Првог, Другог и Трећег засједања ЗАВНОБиХ-а. Пољаке је заступао Игнац Кунецки, такође из Прњавора.
Рада Врањешевић била је члан централног одбора АФЖ-а, а Вид Њежић први председник Среског народноослободилачког одбора за Прњавор.

### Рат у Босни и Херцеговини
После оснивања Првог крајишког корпуса, основана је и Прњаворска бригада Првог крајишког корпуса.
Већина бораца је била српске националности, али било је ту и Бошњака, Хрвата, Украјинаца, Пољака, Чеха, Словака... Сви они данас уживају права бораца ВРС. За битку на Возући животе је дало 56 припадника ове бригаде од тога 21 борац муслиманске мањине, затим Хрвати и Срби.

## Становништво
|             | 2013.          | 1991.           | 1981.           | 1971.           | 1961.          |
| Укупно      | 8 120 (100,0%) | 8 104 (100,0%)  | 6 187 (100,0%)  | 4 055 (100,0%)  | 2 939 (100,0%) |
| Срби        | 6 567 (80,87%) | 3 891 (48,01%)  | 2 577 (41,65%)  | 1 545 (38,10%)  | 1 328 (45,19%) |
| Бошњаци     | 758 (9,335%)   | 2 345 (28,94%)1 | 1 915 (30,95%)1 | 1 737 (42,84%)1 | 610 (20,76%)1  |
| Украјинци   | 242 (2,980%)   | –               | –               | –               | –              |
| Хрвати      | 141 (1,736%)   | 219 (2,702%)    | 261 (4,219%)    | 275 (6,782%)    | 286 (9,731%)   |
| Неизјашњени | 112 (1,379%)   | –               | –               | –               | –              |
| Остали      | 103 (1,268%)   | 723 (8,922%)    | 466 (7,532%)    | 420 (10,36%)    | 343 (11,67%)   |
| Македонци   | 78 (0,961%)    | –               | –               | 1 (0,025%)      | –              |
| Муслимани   | 40 (0,493%)    | –               | –               | –               | –              |
| Југословени | 28 (0,345%)    | 926 (11,43%)    | 907 (14,66%)    | 48 (1,184%)     | 346 (11,77%)   |
| Роми        | 13 (0,160%)    | –               | 17 (0,275%)     | –               | 1 (0,034%)     |
| Босанци     | 13 (0,160%)    | –               | –               | –               | –              |
| Црногорци   | 9 (0,111%)     | –               | 25 (0,404%)     | 10 (0,247%)     | 8 (0,272%)     |
| Словенци    | 6 (0,074%)     | –               | 6 (0,097%)      | 10 (0,247%)     | 6 (0,204%)     |
| Православци | 5 (0,062%)     | –               | –               | –               | –              |
| Непознато   | 5 (0,062%)     | –               | –               | –               | –              |
| Мађари      | –              | –               | 8 (0,129%)      | 3 (0,074%)      | 4 (0,136%)     |
| Албанци     | –              | –               | 5 (0,081%)      | 6 (0,148%)      | 7 (0,238%)     |

1. 1 На пописима од 1971. до 1991. Бошњаци су пописивани углавном као Муслимани.

| Демографија | Демографија | Демографија |
| Година      | Становника  | Становника  |
| ----------- | ----------- | ----------- |
| 1961.       | 2.939       |             |
| 1971.       | 4.055       |             |
| 1981.       | 6.187       |             |
| 1991.       | 8.104       |             |
| 2013.       | 7.651       |             |

Према попису Краљевине СХС из 1921. године у котару Прњавор национални састав је био следећи:
- Срби или Хрвати-34.164
- Словенци-108
- Чеси или Словаци-482
- Малоруси или Украјинци-5.997
- Пољаци-6.283
- Руси-6
- Мађари-371
- Нијемци-1.486
- Албанци-2
- Румуни-556
- Италијани-292
- Французи-1
- Остали-145

Укупан број становника у котару Прњавор према попису из 1921. године износио је 49.893 особе.
Структура становништва прњаворског котара по вјероисповијести 1921. била је:
- православци-28.604
- римокатолици-10.338
- гркокатолици-6.252
- евангелисти-832
- муслимани-3.827
- јевреји-17
- Без конфесије-23

## Украјинска национална заједница
На подручју Прњавора према пописима становништва бројно стање Украјинаца било је сљедеће:
- 1910. године...................4.625
- 1921. године...................6.252
- 1931. године...................5.750
- 1948. године...................4.976
- 1953. године...................4.698
- 1961. године...................3.052
- 1971. године...................2.020

Прњавор је у прошлости био познат и под незваничним називом Мала Европа јер су ту крајем 19. и почетком 20. века населили бројни Пољаци, Украјинци (тада Русини), Нијемци, Чеси, Мађари, Италијани и неколико словачких породица. Нијемци су организовано исељени од стране нацистичке Њемачке за вријеме Другог свјетског рата. У исто вријеме нестали су и Мађари са Вучијака. Пољаци су исељени одмах након 1945. године у Пољску, у град Болеславјец и његову околину. Десило се то на основу споразума Југославије и Пољске. Остали су Украјинци, Чеси и Италијани, али ратни вихори и економске прилике на подручју прњаворског краја допринеле су да је представника и тих европских народа остало веома мало.
Локални Срби звали су Нијемце са именом Швабе а све остале прњаворске мањине тј. Пољаке, Украјинце (тј. Русине или Малорусе), Италијане и Чехе још увијек са Галицијани. Назив Галицијани ако би се исправно употребио могао би се односити само на Пољаке и Украјинце и то не све, већ само оне рођене у аустроугарској покрајини Галиција која је обухватала пољске територије источно од Кракова и украјинске око градова Лавова, Трнопоља и Иванофранковска (за аустроугарске Станиславова). Назив Галицијани у Прњавору и околини се често користи од стране Срба и као назив за Украјинце (Русине-Малорусе).
У својој књизи „Хроника среза Прњаворског“ Љубо Јанковић је о Украјинцима и Пољацима написао: „Ови људи који су доселили да овде међу нама живе, они су својим доласком у Поточане и друга села прњаворског среза са собом донијели низ позитивних особина за живот босанског села. Они су први овде у нашим селима увели чешће и дубље орање, употребу гвозденог плуга, јер се раније у нашим селима орало само дрвеним плугом, који је вукло више пари запреге и са којима је радило 4-5 људи. Практично су показали да, ако се плуг добро постави, њиме може да оре један човјек и са једним паром запреге, а то је за наше људе-сељане била велика новост.
Сијали су више разних пољопривредних култура (дјетелину, хељду, раж, веће површине кромпира и више разних повртарских производа-першуна, шаргарепе, цвекле, спанаћа и другог) које су културе овде у нашим селима мало биле познате. Увели су употребу сјечке код храњења стоке, ваљковање и кречење кућа, штала, кокошињаца (споља и изнутра), спавање на кревету, печење хљеба у пекари и кување на шпорету. Сијали су више лана и конопља од чијег су влакна плели уже и конопце и ткали без. А они, који су имали коњску запрегу, правили су себи и орму за коње.
Руковали су пољопривредним справама, сјечком, репарицом, крунилицом и вршаћим машинама, а поједини су почели да врше припреме и за подизање хмељарника (за овај посао се у овим крајевима први ангажовао угледни домаћин Корпак Максим из Насеобине Хрваћани). Хмељ је у оно вријеме био тражен као важна индустријска сировина за производњу пива, па му је тада и цијена била изузетно висока..."
Никодин Слатинац је у часопису „Наш Завичај“ бр.1 1970. године објавио: "... У игри и шали међу нама могли су се чути у исто вријеме српскохрватски, украјински, чешки, пољски и њемачки језик. Имитирајући једни друге, говорили смо ове језике помало, а посебно смо знали интересантне досјетке, пословице, шале, вицеве, па и псовке на свим језицима. Украјински језик нам је био готово познат и ми смо га радо говорили онако на ухо наученог. Обичаји и фолклор су се посебно прожимали и допуњавали између украјинског и домаћег становништва. колико смо научили само украјинских љубавних и родољубивих пјесама."

## Култура
Прњавор без обзира на своју величину има богату традицију аматерског културног рада, нарочито везано за припаднике националних мањина које су тамо живјеле или још увијек живе у мањем броју.
Кад је ријеч о Украјинцима потребно је истаћи да је прво украјинско друштво под називом „Русинска читаоница друштва Просвита“ у Прњавору основано 1909. године. Њему је одобрила рад Земаљска влада у Сарајеву 20. октобра исте године под бројем 184641 I-A. Статут друштва су потписали сљедећа лица:Васиљ Семак, Степан Грицај, Дмитар Гермањук, Иван Рудник, Стефан Хомишин, Иван Сивињски, Дмитар Сивињски, Иван Ардан, Грињко Маланчук, Дмитар Фарина, Михајло Маланчук, Михајло Заболотни и Александар Косаревич.
Након „Русинске читаонице друштва Просвита“ Украјинци су основали 1919. године „Драмски кружок“. Његови чланови 1922–1923. године били су: Петар Шлапак, Александра Романчук, Иван Небесни, Максим Боци, Васиљ Хемон (украјински Гимон), Иљко Романчук, Стефан Свидерски, Натаљка Јуриста, Ана Киндиј, Иљко Хемон (укр. Гимон), Јарослав Фарина, Андрија Билењки, Стефанија Билењки, Гена Свидерски, Ивасјук, Михајло Музика, Марија Хемон (укр. Гимон), Анељка Фарина, Иван Свидерски и Катарина Фарина.
Затим 17. марта 1934. године основали филијалу украјинског загребачког друштва „Просвита“ са 58 чланова. Новоосновано Украјинско Друштво Просвита у Прњавору начелу са његовим предсједнком Иљком Хемоном (укр. Гимоном) тражило је од Русинске читаонице Просвита тахође у Прњавору да им она добровољно преда своју имовину или ће нова Просвита бити приморана да поступи на неприкадан начин и ствар око имовине рјеши сама. 1937. године филијала УДП Прњавор приредила је традиционални „Маланчин Вечир“ на Вучијаку. Присуствовало је око 70 лица. Присутне је поздравио предсједник филијале Јарослав Фарина, позивајући их да раде на просвјетном пољу. Секретар филијале Иљко Хемон (Гимон) информисао је о успјесима филијале у 1936. години и навео правце рада у духу резолуција које су усвојене на савјетовању Просвите у 1935. години. Присутни су поздравили тај говор бучним аплаузом и повицима:Слава Украјини, Слава Руководству Украјинских Националиста. У организацији филијале УДП у Прњавору 7. новембра 1937. године обиљежен је празник Првог новембра. У дому филијале окупило се око 30 чланова. Уводну ријеч дао је Јарослав Фарина. Реферате о Првом Новембру прочитали су В. Мкитишин и С. Свидерски. Рецитоване су сљедеће рецитације: „Кровавим листом котит падолист“,"Живи, Украјино, живи дља краси“,"Не хељати в низ прапора“. Скуп је завршен пјевањем националне украјинске химне. У 1937. години ангажовањем чланице филијале УДП Прњавор научила су дјеца два сценска комада: „Свјатомиколајевскиј Вечир“ и „Украјинскиј Вертеп“. На првом наступу зарађено је 90 а на другом 88 динара. Осим културним радом Просвита се доста бавила политичким дјеловањем међу својим члановима. Филијале Просвите су постојале скоро у сваком селу у Босни и Хрватској гдје су били Украјинци. 18. августа 1935. Просвита је одржала своје Савјетовање у Прњавору на којем је било присутно више од стотину чланова. Гесло савјетовања је било: Положај украјинске нације у крајевима из којих потичемо нас обавезује да ујединимо све стваралачке снаге без обзира на вјерску или партијску припадност у раду за добро Украјине. Врбаска Бановина је забранила рад филијала загребачке Просвите на својој територији. Међутим рад је ипак обновљен. 1939. године филијала УДП у Пњавору обиљежила је јануарске годишњице свечаним скупом на којем је реферат прочитао Осип Коропеј. Скуп је завршен пјевањем националне и револуционарне химне, након чега је обављено прикупљање новца за националне циљеве. Исте године приређен је „Маланчин Вечир“ и тада изведена представа „Риздвјана Калина“
коју је припремио Андрија Јаремус, а декорисао Григорије Гарбачевски. Радња је присутнима дочарала врућу атмосферу ровова, усјека са бодљикавом жицом и војнички хумор. Након тога појачању створене атмосфере допринио је Осип Коропеј, истичући успјешност 1938. године за Украјинску Ствар, која се исказала стварањем Карпатско-Украјинске Државе.
19. децембар 1935. године прњаворски Украјинци су основали „Украјинску читаоницу“. Према правилима друштва, које је одобрило Министарство Просвјете у Београду 2. јула 1936. године под бројем 21081, читаоница је просвјетно друштво које за циљ има да води рачуна о просвјетним, моралним, културно-социјалним интересима Украјинаца прњаворске гркокатоличке парохије развијајући културну и националну свијест и опште образовање. У извјештају Министарству Просвјете за 1937. годину наводи се да читаоница има 62 члана, 221 књигу, да је одржала те године два предавања, да је прочитано 190 књига, да се библиотеком служило 46 чланова и да помоћ није примана ни од кога. Чланови читаонице су били: о. Григорије Биљак (свештеник), Теодор Чобит (тесар), Стефан Головка (тесар), Теодор Коваљ (пољопривредник), Максим Боци (пољопривредник), Стефан Косаревич (пољопривредник), Петар Боци (обућар), Илија Копестењски (пољопривредник), Никита Шморгај (колар), Иван Бачински (обућар), Никола Хречаник (пољопривредник), Марија Коваљ, Никола Шкиљни (пољопривредник), Михајло Гајда (тесар), Васиљ Кулеба (пољопривредник), Павле Боци (столар), Михајло Музика (пољопривредник), Иван Мазурик (пољопривредник), Андрија Билењки (службеник), Иван Фина (пољопривредник), Иван Петришин (кожар), Јаков Заболотни (пољопривредник), Стефан Биљак (пољопривредник), Иван Коваљ (пољопривредник), Иван Музика (пољопривредник), Татјана Кумзњицка (домаћица), Стефан Гуљовати (пољопривредник), Иван Герич (пољопривредник), Онуфрије Буркуш (пољопривредник), Стефан Федишин (трговац), Дмитар Пепчак (пољопривредник), Иван Лаврек (пољопривредник), Васиљ Хук (колар), Александар Јакувив (пољопривредник), Семањ Џерџ (гостионичар), Јосиф Боци (кожар), Иван Вовчук (гостионичар), Андрија Косаревич (пољопривредник), Петар Чорни (пољопривредник), Михајло Книш (власник ресторана у Турбету, Завидовићима и Бањој Луци), Јацко Бик (пољопривредник), Михајло Боци (обућар), Андрија Шморгај (колар), Јосафат Боци (кројач), Томко Добровољски (радник у Завидовићима), Јарослав Фарина (столар), Јосиф Тихоступ (трговац), Васиљ Семак (кројач), Гина Добровољска (домаћица), Иван Макух (пољопривредник), Мирослав Романчук (столар) и Славка Билењка (кројачица).
При Украјинској читаоници у Прњавору дјеловала је драмска секција, а 1939. године основан је и хор.
Пред Други светски рат почело је да ради „Украјинско културно-просвјетно друштво Тарас Шевченко. Оно је наставило рад након рата и дјелује и у најновије вријеме (2006. год.
Свечаном академијом у Прњавору је 9. децембра 1989. године у сали Дома културе обиљежена 175-а годишњица рођења великог украјинског пјесника и сликара Тараса Шевченка и 80-а годишњица формирања првог украјинског друштва у Прњавору, које је носило име Русинска читаоница друштва Просвита. На свечаности су говорили активисти мјесног КПД ТШ Звонко Бек (украјински Бик), Емилијан Граљук и Богдан Лиски (украјински Ліський). Пред великим бројем посјетилаца изведен је богат културно-умјетнички програм, којег су припремили аматери КПД Тарас Шевченко из Прњавора и истоименог друштва из Бање Луке. Први пут прњаворчани су могли да слушају украјински национални музички инструмент-бандуру. Отворена је и фото-изложба посвећена Тарасу Шевченку.
У 1966. години у Прњавору је одржан семинар украјинске омладине. У 1979. години била је смотра стваралаштва украјинских културно-умјетничких друштава под називом „Црвена калина“. Ова смотра је касније прерасла у смотру стваралаштва националних мањина Босне и Херцеговине. Таквих смотри било је шест од 1981–1987. године.
Овде се налази Народна библиотека Прњавор.

## Вјерски објекти
Римокатолички жупни уред Светог Анте Падованског у Прњавору припада Бањолучкој бискупији. Жупа егзистира од 1891. године. Жупна црква је изграђена 1909. године.

## Спорт
Град Прњавор има два фудбалска, три одбојкашка, један рукометни и два кошаркашка клуба (КК Младост '76, К. К. Прњавор). Највеће успјехе доноси ФК Љубић, који тренутно игра у 1. фудбалској лиги Републике Српске.

## Занимљивости
На просторима некадашње Југославије налазило се чак 12 мјеста са називом Прњавор. Историјски су манастирски поседи добијали име Прњавор.